# Pseudotropheus fuscoides
Pseudotropheus fuscoides är en fiskart som beskrevs av Fryer, 1956. Pseudotropheus fuscoides ingår i släktet Pseudotropheus och familjen Cichlidae. IUCN kategoriserar arten globalt som otillräckligt studerad. Inga underarter finns listade i Catalogue of Life.